# Margattea nana
Margattea nana es una especie de cucaracha del género Margattea, familia Ectobiidae. Fue descrita científicamente por Saussure en 1869.
Habita en Senegal y Guinea.